# Stèle de Kourgous
La stèle de Kourgous est une stèle-frontière. Elle délimite la frontière nubienne du pharaon Thoutmôsis III, qui, à l'exemple de son grand-père Thoutmôsis Ier, fait élever une stèle entre la IVe et la Ve cataracte. La frontière égyptienne méridionale se tient à la IVe cataracte, la région est placée sous le contrôle de la ville de Napata, tandis que l'armée égyptienne maintient une pression sur les peuplades échappant encore à sa tutelle.